# Gisela Babel
Gisela Babel geb. Blomeyer (* 23. Mai 1938 in Berlin) ist eine deutsche Politikerin (FDP).

## Leben und Beruf
Nach dem Abitur 1957 in Berlin absolvierte Gisela Babel ein Studium der Rechtswissenschaft an der Universität Edinburgh, der Eberhard-Karls-Universität Tübingen und an der Freien Universität Berlin. 1964 erfolgte an der FU Berlin ihre Promotion zum Dr. jur. mit der Arbeit Probleme der abstrakten Normenkontrolle.
Gisela Babel ist eine Tochter des Zivilrechtlers Arwed Blomeyer, ist mit dem Chemiker Dietrich Babel verheiratet und hat drei Kinder und vier Enkelkinder. Sie lebt in Marburg an der Lahn.

## Partei
Gisela Babel trat 1976 in die FDP ein, war zunächst von 1981 bis 1985 Stadtverordnete und 1983–1990 Ortsvorsitzende in Marburg sowie ab 1984 lange Jahre Vorsitzende des FDP-Kreisverbandes Marburg-Biedenkopf. Sie gehörte bis 2005 dem FDP-Bundesvorstand an.

## Abgeordnete
Von 1987 bis zu ihrer Mandatsniederlegung am 17. Dezember 1990 war Gisela Babel Mitglied des Hessischen Landtages und dort sozialpolitische Sprecherin der FDP-Landtagsfraktion.
Von 1990 bis 1998 war sie Mitglied des Deutschen Bundestages. Hier war sie von 1992 bis 1998 Vorsitzende des Fraktionsarbeitskreises II Arbeits-, Sozial-, Jugend-, Frauen-, Familien-, Senioren- und Gesundheitspolitik und damit auch sozialpolitische Sprecherin der FDP-Bundestagsfraktion.
Gisela Babel ist stets über die Landesliste Hessen in den Bundestag eingezogen.
Unterlagen über ihre Abgeordnetentätigkeit befinden sich im Archiv des Liberalismus der Friedrich-Naumann-Stiftung für die Freiheit in Gummersbach.

## Sonstiges Engagement
Babel gehörte von 2003 bis 2015 dem Kuratorium der Friedrich-Naumann-Stiftung für die Freiheit an.